# Сто тысяч почему
«Сто тысяч почему. Рассказы о вещах» ― книга, написанная советским русским писателем, инженером-химиком М. Ильиным. Впервые была издана в 1929 году.

## Об авторе
М. Ильин (настоящее имя ― Илья Яковлевич Маршак) является братом советского писателя Самуила Маршака. Ильин считается одним из основоположников научно-художественной литературы в Советском Союзе, а его книги — отличным образцом познавательной литературы. Написал для детей книги «Сто тысяч почему», «Рассказы о вещах» и «Как человек стал великаном» (последнюю в соавторстве с Е. Сегал). Также написал книги о первой пятилетке «Рассказ о великом плане» (1930) и её продолжение — «Горы и люди» (1932), в которой пишет о работах академиков Николая Вавилова и Трофима Лысенко.

## Содержание
Автор предлагает юному читателю совершить прогулку по своей комнате и по новому взглянуть на привычные вещи в ней. Каждая вещь у нас в доме таит свою загадку. Из чего, как, почему она сделана? Давно ли её придумали и кто придумал? Почему одну вещь делают из одного материала, а другую — из другого? Какой материал самый прочный и в то же время самый непрочный? Что такое «больные» пуговицы? Кто изобрёл фарфор? Бывает ли твёрдая жидкость? Есть ли у нас на кухне предметы, сделанные из песка? На все эти вопросы читатели найдут ответы в этой книге.

## Отзывы
М. Ильин заставляет задуматься своих читателей и говорит о том, что в мире вещей не бывает мелочей, у каждой мелочи свой смысл и своя история. Книга М. Ильина — отличный образец познавательной литературы. Автор рассказывает о самых простых вещах, которые окружают каждого человека, но не каждый знает ответы на заданные им вопросы. М. Ильин считал, что «научная книга для детей (именно так он называл этот жанр) должна быть подлинным литературным произведением» и «должна пробуждать в детях интерес к науке, учить их самостоятельно мыслить и работать». Своим творчеством он добивался того, чтобы читатели поняли «как много мыслей и творчества в каждой вещи, сделанной человеческими руками», «чтобы люди научились удивляться не автомобилю или самолёту, а тем людям, которые создали автомобиль и самолёт». Рассказы о химии и физике в быту, написанные на высоком художественном уровне, актуальны и сегодня.
Книга была переведена на английский язык и опубликована в Великобритании в 1933 году под названием 100,000 Whys: a Trip around the Room. Перевод Беатрис Кинкед. Стр. 138. (Лондон, издательство Джордж Рутледж и сыновья, Ltd., 1933.)
Издание Nature 6 января 1934 года написало рецензию на эту книгу:

 Тем, кто лучше всех знает, как мало они знают, кому приписывают знание всего; и может оказаться, что небольшой справочник господина Ильина по общим знаниям послужит в некоторой степени для уменьшения бремени невежества, которое несут многие. Из-за того, что содержание этой книги усвоено, наша мудрость, возможно, ни на йоту не увеличилась. И текст, и иллюстрации, вероятно, больше всего понравятся незрелой части широкой публики, которой М. Ильин предлагает свою книгу. Перевод заслуживает всяческих похвал.
Оригинальный текст (англ.)Those best know how little they know, who are credited with knowing everything; and it may be that M. Ilin's small guide to general knowledge will serve in lessening to a slight degree the load of ignorance which so many carry.“Knowledge comes, but Wisdom lingers”, so that even when our learning is the greater, by reason of the assimilated contents of this book, our wisdom may be not one whit increased. Both text and illustrations are likely to appeal most to the immature section of the general public to whom M. Ilin offers his book. The translation merits full praise.
— 100,000 Whys: a Trip around the Room

## Издание в России
Книга была переиздана в издательстве «Русское слово — учебник» в 2016 году. ISBN 978-5-00092-436-5